# Javier Megías Leal
Javier Megías Leal (Madrid, 30 de setembre de 1983), és un ciclista espanyol, professional des del 2006 i actualment al Team Novo Nordisk. Com tots els seus companys d'equip, pateix de diabetis tipus 1.

## Palmarès
- 2005
  - Vencedor de 2 etapes a la Volta a Extremadura
  - Vencedor de 2 etapes a la Volta al Bidasoa
- 2007
  - Vencedor d'una etapa a la Volta a Chihuahua

### Resultats a la Volta a Espanya
- 2007. 50è de la classificació general